# Olomouc
Olomouc (németül Olmütz, magyarul Alamóc, lengyelül Ołomuniec, latinul Eburum vagy Olomucium, morvául Holomóc vagy Olomóc) város a Cseh Köztársaságban, Morvaország középső részén.Morvaország egykori fővárosa, jelenleg az Olomouci kerület központja. A Felsőmorva-dombságban, a Morva folyó mentén fekszik; környéke a termékeny Hanák régió.
A város 10 336 hektáros területén kb. 100 000 lakos él. A városközpont tengerszint feletti magassága 219 méter, az északi szélesség 49° 45´, illetve a keleti hosszúság 17° 15´ fokán helyezkedik el. A Morva a város déli részén folyik. Brno mellett Morvaország történelmi központja. Az olomouci főegyházmegye főtemploma a Szent Vencel székesegyház. Itt található a Palacký Egyetem, így a város Morvaország szellemi-lelki központja.
Olmütz néven egészen a második világháború végéig németek lakta város volt. Ekkor őket a városból, ahogy egész Csehszlovákiából, igen gyors ütemben kitelepítették. A város német jellege nyomon követhető például a polgármesterek nevéből is.
Történelmi magját a Morva folyó határolja. A központ a 11. században kezdett kialakulni, mai formáját a 19. században nyerte el. A városközpontban több kellemes hangulatú tér van. Ezek egyike a Felső tér (Horní náměstí), melyen a városháza a 15. századi olmützi orlojjal (óra) található. Ugyanitt áll a Herkules- és Caesar-díszkút, valamint az UNESCO védelme alatt álló Szentháromság-oszlop, amelyet 1740-ben emeltek. Jellegzetes műemléke az olmützi érseki székesegyház, a Szent Vencel-dóm, ahol 1469-ben a cseh és morva nemesség egy része Mátyás királyt cseh királlyá kiáltotta ki. A székesegyházban nyugszik III. Vencel cseh és magyar király, akit 1306-ban Olmützben gyilkoltak meg, ezzel kihalt a cseh Přemysl-ház. A városközpont másik oldalán látható a Palacký Egyetem (korábban Ferenc Császár Egyetem), melyet 1573-ban alapítottak, 1860-ban megszüntettek, majd új néven, 1946-ban újraalapítottak.

## Története
Olomouc területe már az őskorban lakott hely volt. A Václav- és a Petr-domb tájékán i. e. 4000 körüli, a korai kőkorszakra datált leletekre bukkantak. I. e. 1700 körül, a kései és középső bronzkorban a hallstatti kultúra virágzott a környéken, amelynek a lausitzi kultúra (hamumezők), majd a větěřovicei kultúra vette át a helyét. Újabban tártak fel egy 2. századi római tábort a város területén. Erre a vidékre a 6. században érkeztek a szlávok.
A 8. században Olmütz Povel városrészében már erődítmény állt. A Nagymorva Birodalom bukása után rövid átmeneti időszak következett, amelyről meglehetősen keveset tudunk. A 10. században Morvaországot Csehországhoz csatolták. 1017-ben Břetislav fejedelem új várat építtetett Olmütz helyén. 1055-ben megalakult a morva tartományfejedelemség (údělné knížectví), Olmütz központtal. 1063-ban II. Vratiszláv cseh király itt alapította meg a morva püspökséget. A 11–12. században az olmützi vár lett a Přemysl-házi tartományfejedelmek székhelye.
A vár első említése a 12. századi Chronica Boemorumból ismert Olomuc és Olmuc, illetve az arab kereskedők kapcsán Olmjjz alakban. 1239 és 1248 között királyi várossá lett, amelyet a magdeburgi városi jog (Stadtrecht) szerint irányítottak. A város kiterjedt kereskedelmet folytatott Boroszlóval, Krakkóval, Prágával és Béccsel, ami elősegítette gyors fellendülését. 1261-ben évenkénti vásártartási jogot szerzett és kereskedőházakat építtetett. Jošt őrgróf feltehetően 1375-ben keletkezett privilégiuma Olmützöt Morvaország fővárosának nevezi. 1378 és 1443 között megépült a városháza. A 14. század közepétől egészen 1641-ig vezették az olmützi ún. földlapokat.
Az 1419 és 1436 között vívott huszita háborúk alatt a város Luxemburg Zsigmondot támogatta. A 15. és 16. században a kereskedelem tovább fejlődött. 1469-ben Mátyás király elfoglalta egész Morvaországot, Sziléziát és Luzsicát. Mátyást még abban az évben, május 3-án a morva és cseh katolikus rendek cseh királlyá választották. 1479-ben az olmützi egyezményben Mátyás király és II. Jagelló Ulászló egyezséget kötött, miszerint Mátyás uralkodik a tartományokban, Ulászló pedig Csehországban. 1505-ben alapították Olmützben az első papírgyárat, 1520-ban megalakult a halászok céhe, 1566-ban pedig jezsuita akadémia létesült a városban. 1573-ban megalapították az olmützi egyetemet, melyet később Ferenc császárról neveztek el. 1860-ban megszüntették, majd 1946-ban újraalapították Palacký Egyetem néven. Ez az egyetem Csehország második legrégibb egyeteme.
1620. március 17-én a városban halt kínhalált Sarkander János. 1624-ben az olmützi jezsuiták ajándékba megkapták Nový Jičín városát. 1637-ben egy tűzvész 70 házat pusztított el. A harmincéves háború alatt, 1642-től 1650-ig a város svéd uralom alatt állt, miután Lennart Torstenson svéd generális elfoglalta. Lakossága 30 000-ről 1675-re csökkent ez idő alatt. 1650-ben, két évvel a vesztfáliai béke után a svédek távoztak a városból. 1655-ben III. Ferdinánd Olmützöt erődvárossá nevezte ki. 1658-ban Jean-Louis Raduit de Souches marsall kidolgozta az erőd átépítését. 1709-ben kiégett a Szent Móric-templom. 1741-ben II. Nagy Frigyes elfoglalta, majd 1742-ben elhagyták a várost. Az 1742. június 11-én aláírt boroszlói béke (Wrocław, Breslau) értelmében Olmütz határerőd, Szilézia ekkor vált két részre; az északi Poroszországé (ma Lengyelországé), a déli kisebb rész Ausztriáé lett. Ugyanebben az évben Mária Terézia Bechade de Rochepine Péter Fülöp generálissal átépíttette az erődöt.
1747 és 1757 között folytak az erődítési munkálatok. 1758. május 31-től július 1-jéig a poroszok ismét megostromolták a várost. Az újonnan elkészült erődöt képtelenek voltak bevenni. Június 30-án az osztrák seregek Domašov mellett megverték a poroszokat. 1762-ben Mária Terézia a várost Morvaország fővárosaként megerősítette. 1767-ben itt komponálta 6., F-dúr szimfóniáját a tizenegy éves Wolfgang Amadeus Mozart. 1773-ban II. József császár betiltotta a temetkezést a városban. 1777-ben érseki székhellyé vált. A századokon át tartó versengés Brünn és Olmütz között Morvaország fővárosának címéért 1782-ben dőlt el végleg. II. József Brünn-ek ítélte az elsőséget. 1794 és 1797 között raboskodott a városban Gilbert du Motier de La Fayette márki. 1841-ben megépült a Přerov–Olmütz közötti, 1842 és 1845 között az Olmützöt Prágával összekötő vasútvonal. 1848. október 14-én ideiglenesen a császári udvartartás ide települt, majd december 2-án Ferenc Józsefet az olmützi érseki palotában császárrá kiáltották ki. Abban az évben itt alakult meg a Szláv Hárs (Slovanská lípa) nevezetű cseh politikai egyesület. 1850-ben Morvaországot két részre osztották.
1860-ban megszüntették az olmützi egyetemet. 1867. október 1-jén megalakult a Szláv Gimnázium (Slovanské gymnázium). 1876-ban lebontották a várkaput, majd 1886-ban megszüntették az olmützi erődöt, így a város terjeszkedését lehetővé téve. 1902-ben cseh tannyelvű reáliskola alakult. 1904-ben a város 21 933 lakosából 1676 zsidó volt. 1905. december 7-én Eduard Konrad Zirm professzor Olmützön hajtotta végre a világon az első szaruhártya-átültetést. 1919-ben Olmützhöz csatoltak 2 várost és 11 falut. 1921-ben az első csehszlovák népszámlálás szerint a városnak 57 206 lakosa volt. 1930-ban egy részét a kiterjedt árvizek elöntötték. 1939. március 15-én elfoglalták a németek. Ekkor a városnak 2500 zsidó lakosa volt, amiből 800 férfit letartóztattak, néhányat közülük a dachaui koncentrációs táborba szállítottak. 1942 júniusától–1945 márciusáig 3498 zsidót deportáltak Theresienstadtba és egyéb keleti koncentrációs táborokba. 1944-ben a városban csupán 12 zsidó élt, és 30 000 német katona állomásozott, akiket a következő évben kiűztek. A Beneš-dekrétumok értelmében a helyi németséget erőszakosan kitelepítették. 1946-ban újraalapították az egyetemet, Palacký Egyetem néven. 1971-ben a belváros kulturális védettséget kapott. 1995-ben Olmützön járt II. János Pál pápa. Ekkor avatta szentté Sarkander Jánost. 1997-ben a Morva folyó áradása miatt víz alá került a vasútvonal és a város egy része is. 2006-ban ismét árvíz öntötte el a várost.

## A város polgármesterei
- 1851–1865: Franz Kreilm
- 1865–1866: Franz Hein

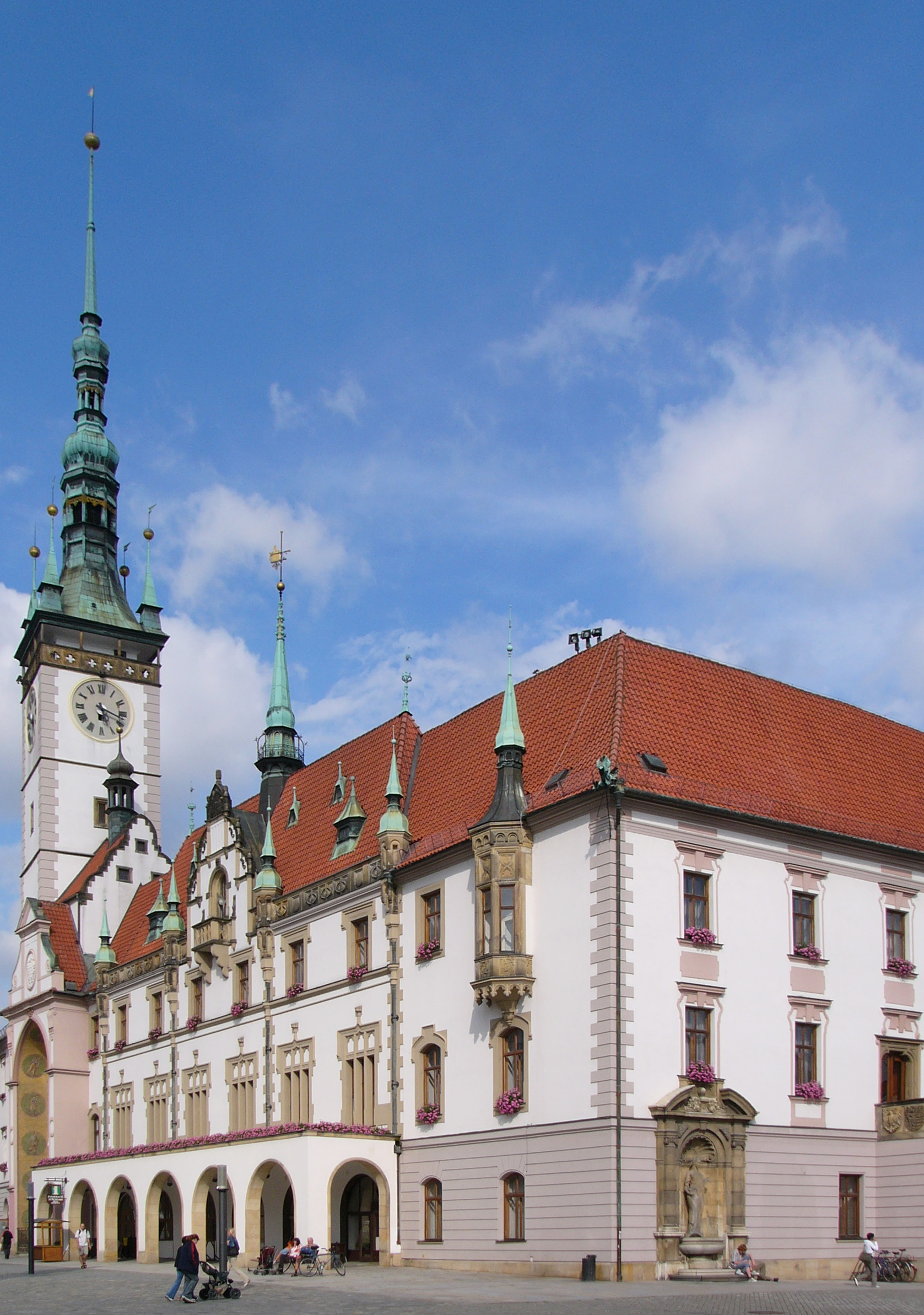
A városháza

- 1866–1872: Dr. Karl Borom. Johann Nep. Alois Schrötter
- 1872–1896: Josef von Engel
- 1896–1918: Karl Brandhuber
- 1918–1919: kormánybiztos
- 1919–1923: Dr. Karel Mareš
- 1923–1939: Dr. Richard Fischer
- 1939–1941: Dr. Fritz Czermak
- 1942–1945: Dr. Julius Schreitter
- 1945–1947: Václav Stibor-Kladenský
- 1947–1949: Jan Kučera
- 1949–1950: Ladislav Bernatský
- 1950–1956: Antonín Eliáš
- 1957–1960: Josef Drmola
- 1960–1970: František Řeháček
- 1970–1986: Dr. Jan Tencian
- 1986–1989: Ing. Josef Votoček
- 1989–1990: Břetislav Baran
- 1990–1994: Milan Hořínek PhD
- 1994–1998: RNDr. Ivan Kosatík
- 1998–2006: Ing. Martin Tesařík
- 2006–2014: Martin Novotný
- 2014. márc.–nov.: Martin Major
- 2014. nov.–: Antonín Staněk

## Városrészei
- Olomoucnak 26 városrésze van, melyek a történelmi községeknek és településeknek felelnek meg.

| Olomouc város városrészei |                                  |       |                                  |            |
| száma                     | helységrészek                    | száma | a városrészek igazgatóbizottsága | megjegyzés |
| 1.                        | Bělidla                          |       |                                  |            |
| 3.                        | Černovír                         | 1.    | Černovír – Hradisko              |            |
| 2.                        | Droždín                          | 2.    | Droždín                          |            |
| 4.                        | Hejčín                           | 3.    | Hejčín                           |            |
| 5.                        | Hodolany                         |       |                                  |            |
| 6.                        | Holice                           | 4.    | Holice                           |            |
| 7.                        | Chomoutov                        | 5.    | Chomoutov                        |            |
| 8.                        | Chválkovice                      | 6.    | Chválkovice                      |            |
| 9.                        | Klášterní Hradisko               |       |                                  |            |
| 10.                       | Lazce                            | 7.    | Lazce                            |            |
| 11.                       | Lošov                            | 8.    | Lošov                            |            |
| 12.                       | Nedvězí u Olomouce               | 9.    | Nedvězí                          |            |
| 13.                       | Nemilany                         | 10.   | Nemilany                         |            |
| 14.                       | Neředín                          | 11.   | Neředín                          |            |
| 15.                       | Nová Ulice                       | 12.   | Nová Ulice                       |            |
|                           |                                  | 13.   | Nové Hodolany                    |            |
| 16.                       | Nové Sady u Olomouce             | 14.   | Nové Sady                        |            |
| 17.                       | Nový Svět u Olomouce             | 15.   | Nový Svět                        |            |
| 18.                       | Olomouc-město (Olomouc-belváros) |       |                                  |            |
|                           |                                  | 16.   | Olomouc-střed (Olomouc-közép)    |            |
|                           |                                  | 17.   | Olomouc-západ (Olomouc-nyugat)   |            |
| 19.                       | Pavlovičky                       | 18.   | Pavlovičky                       |            |
| 20.                       | Povel                            | 19.   | Povel                            |            |
| 21.                       | Radíkov u Olomouce               | 20.   | Radíkov                          |            |
| 22.                       | Řepčín                           | 21.   | Řepčín                           |            |
| 23.                       | Slavonín                         | 22.   | Slavonín                         |            |
|                           |                                  | 23.   | Staré Hodolany-Bělidla           |            |
| 24.                       | Svatý Kopeček                    | 24.   | Svatý Kopeček                    |            |
|                           |                                  | 25.   | Tabulový vrch                    |            |
| 25.                       | Topolany u Olomouce              | 26.   | Topolany                         |            |
| 26.                       | Týneček                          | 27.   | Týneček                          |            |

## Kulturális létesítmények, látnivalók

### Főtér
A szabálytalan alakú főtér (Felső tér, Horní námӗstí) közepén áll a város büszkesége és jelképe, az 1716 és 1754 között épült. 35 m magas barokk Szentháromság-oszlop. Állítólag ez Közép-Európa legnagyobb barokk szoborcsoportja; 2000 óta az UNESCO Világörökség része.
Az 1378-ban, gótikus stílusban épült városházának loggiája és kapuja az átépítések eredmámyeként reneszánsz stílusú, homlokzata pedig a barokk és neogótikus elemek ötvözete. Legnépszerűbb látnivalója a magas torony oldalában az Orloj csillagászati óra, amely a híres prágai Orloj mintájára készült. A második világháborúban elpusztult figuráit az 1950-es években szocreál stílusban alkották újra, így már nem apostolok és szentek, hanem proletárok és parasztok masíroznak óránként körbe-körbe.
A téren áll két szép barokk díszkút, a Herkules-kút és a Caesar-kút, ez utóbbi a város legnagyobb kútja.

### Alsó tér
A város másik nagy tere az Alsó tér (Dolní námӗstí), amelynek közepén egy barokk Mária-oszlop áll. Ezen a téren is van két barokk díszkút: a Neptun-kút és a Jupiter-kút. az enyhén lejtő, macskaköves teret üzletek és éttermek szegélyezik.

### Žerotín tér
Az Alsó térről a Panská ulicán érünk a Žerotín térre (Žerotinovo námӗstí), ahol két barokk szakrális épület áll?
- a kívülről szerény, de belül tobzódóan barokk Szent Mihály-templom és
- a pici, kerek Jan Sarkander-kápolna.[3]

### Színházak
- Morva Színház (régebben Oldřich Stibor Színház) (Moravské divadlo)
- Zeneszínház (Divadlo hudby)
- Morva Filharmónia (Moravská filharmonie)

### Múzeumok
- Honismereti Múzeum (Vlastivědné muzeum)
- Modern Művészetek Múzeuma Archiválva 2006. december 16-i dátummal a Wayback Machine-ben (Muzeum moderního umění) – mintegy 60 000-es gyűjteménnyel
- A  Szent Vencel-székesegyház mellett, a káptalanházban rendezték be az Érseki Múzeum Archiválva 2006. október 27-i dátummal a Wayback Machine-ben ot(Arcidiecézní muzeum). Itt volt 1000 évvel ezelőtt az olmützi vár, amelynek alapjait láthatjuk is. Az érdekes, modern, jól felépített kiállítás végigkalauzolja a látogatót a város ezeréves történelmén.[3]

### Templomok
- Az olomouci főegyházmegye főtemploma a Szent Vencel-székesegyház. A főegyházmegye 14. érseke 1992 óta Jan Graubner. Eredetileg román stílusban épült a 12. század elején, de számtalanszor átépítették. Mai formája és 100 m magas tornya nagyrészt az utolsó, neogótikus átépítés eredménye. Belül a falak és az oszlopok festése román stílusú, a hajó tágas és világos. Építészetileg legértékesebb része a gótikus Szent János-kápolna. Érdekes a kripta is.[3]

http://tourism.olomouc.eu/
- A főtértől egy sarokkal északra, az Opletalova utcában áll komor, erődszerű falaival a különös formájú, gótikus Szent Móric-templom. Az 1412 és 1540 között épült, magas hajójú templom két csonka tornya közül az egyik a jóval korábban épült várfal egyik bástyája volt. A toronyból az egész város belátható. A templomban van Morvaország legnagyobb orgonája.[3]

### Egyéb látnivalók
- Olomouci állatkert Archiválva 2021. január 18-i dátummal a Wayback Machine-ben

### Kulturális rendezvények
- Flora Olomouc
- Academia film Olomouc – dokumentum filmek fesztiválja
- Szent Móric-templomban minden szeptemberben nemzetközi orgonafesztivált rendeznek.[3]

## Felsőoktatás
- Palacký Egyetem (Univerzita Palackého)[4]
- Moravská vysoká škola (Morva Főiskola)

## Középiskolák
- Szlovák Gimnázium (Slovanské gymnázium)
- Gymnázium Olomouc-Hejčín

## Sportélete
egyesületek:
- SK Sigma Olomouc – futball klub
- HC Olomouc – hokicsapat
- Skokani Olomouc – baseballcsapat
- 1.HFK Olomouc – futball klub

## Testvérvárosai
- Antony, Franciaország
- Kunming, Kína
- Luzern, Svájc
- Nördlingen, Németország
- Owensboro, Kentucky, Amerikai Egyesült Államok
- Pécs, Magyarország
- Szabadka, Szerbia
- Tampere, Finnország
- Veenendaal, Hollandia
- Partnerváros:
- Dunaharaszti, Magyarország

## Népessége
A település népessége az elmúlt években az alábbi módon változott:
| Lakosok száma | 15 229 | 43 755 | 66 060 | 63 878 | 102 112 | 102 607 | 100 378 | 100 523 | 99 496 | 102 293 |
|               | 1869   | 1890   | 1921   | 1950   | 1980    | 2001    | 2017    | 2019    | 2022   | 2024    |

## Személyek
- Itt tanult Bartók István (?–1666) püspök.
- Itt tanult Biográdacz János (1812–1889) író.
- Itt szolgált Joseph Wenzel Radetzky (1766-1858) tábornagy.
- Itt raboskodott Berzsenyi Lénárd (1805-1886) honvéd ezredes, Berzsenyi Dániel harmadfokú unokatestvére.
- Itt raboskodott Mesterházy István (1811-1854) katonatiszt, az 1848–49-es szabadságharcban a honvéd hadsereg ezredese.
- Itt raboskodott Forró Elek (1813-1893) honvédezredes.
- Itt raboskodott Kossuth Sándor (1816–1855) honvéd alezredes.
- Itt raboskodott Dobay József (1820-1898) honvéd ezredes, a Magyar Királyi Honvédség altábornagya.
- Itt raboskodott Szontagh Pál (1820-1904) a főrendiház tagja, képviselőházi alelnök, belső titkos tanácsos.
- Itt raboskodott Máriássy János (1822-1905) honvédezredes, a magyar királyi honvédség altábornagya.

### Itt született
- Innét származhatott Szvatopluk cseh fejedelem
- 1467-ben Olmützi Ágoston csehországi alkancellár, humanista.
- 1732-ben Patzkó Ferenc Ágoston pozsonyi nyomdász, nyomdatulajdonos és lapkiadó.
- 1849-ben Alexander von Krobatin osztrák tüzértiszt, császári és királyi tábornok, 1912–1917-ig az Osztrák–Magyar Monarchia hadügyminisztere, 1916-tól báró, 1917-től tábornagy, első világháborús seregcsoport-parancsnok.
- 1895-ben Karel Pešek-Káďa olimpiai bronzérmes cseh nemzetiségű csehszlovák jégkorongozó és csehszlovák válogatott labdarúgó.
- 1901-ben Franz Karmasin szlovákiai német politikus a második világháború végéig, a szlovákiai Deutsche Partei és a Freiwillige Schutzstaffel (FS) vezetője.
- 1939-ben Karel Brückner cseh labdarúgó, edző, a cseh és az osztrák labdarúgó-válogatott egykori szövetségi kapitánya.
- 1962-ben Radek Drulák cseh labdarúgócsatár.
- 1977-ben Marek Heinz cseh labdarúgó.

### Itt hunyt el
- 1306-ban Vencel magyar király
- 1540-ben Thurzó Szaniszló alamóci humanista püspök. Thurzó Elek testvére.
- 1612-ben Arator István (Szántó István) jezsuita tanár, Biblia-fordító.
- 1852-ben Hrabovszky János honvéd altábornagy, királyi biztos.
- 1852-ben Baldacci Manó honvédtábornok.
- 1897-ben Jindřich Wankel orvos, jelentős morva régész és szpeleológus (barlangkutató).

## Érdekességek
- 30564-es számú aszteroida neve: Olomouc (angol leírás: 30564 Olomouc)
- Bolyai János – emléktáblája a Május 1. úton (třída 1. máje)
- Mátyás király reneszánsz idealizált ábrázolása, a Štítná ulica egyik házán
- Kvargli, nemzetközileg ismert és kedvelt erős szagú sajtféleség

## Fordítás
- Ez a szócikk részben vagy egészben  az   Olomouc című cseh Wikipédia-szócikk ezen változatának fordításán alapul.  Az eredeti cikk szerkesztőit annak laptörténete sorolja fel. Ez a jelzés csupán a megfogalmazás eredetét és a szerzői jogokat jelzi, nem szolgál a cikkben szereplő információk forrásmegjelöléseként.